# John Lees (artiste)
Pour les articles homonymes, voir John Lees.
 (mars 2012).
Si vous disposez d'ouvrages ou d'articles de référence ou si vous connaissez des sites web de qualité traitant du thème abordé ici, merci de compléter l'article en donnant les références utiles à sa vérifiabilité et en les liant à la section « Notes et références ».
John Lees (né le 13 janvier 1947, Oldham, Lancashire) est un musicien anglais membre fondateur du groupe de rock progressif britannique Barclay James Harvest.

## Carrière
Étudiant à Robin Hill et Breeze Hill School, John Lees n'a reçu aucune éducation musicale formelle, mais a appris en jouant de la guitare quand il avait quatorze ans. Il a poursuivi ses études à "Oldham School of Art", où il a rencontré Stuart 'Woolly' Wolstenholme en 1964. Ils ont joué ensemble dans The Sorcerers, jouant Eddie Cochran-style rock and roll, et dans The Blues Keepers, avant de former Barclay James Harvest en 1967. Il a enregistré un album solo, une fantaisie Major, en 1972, mais la publication de cet opus a été abandonné lorsque le groupe a changé de label. Il n'a pas été édité jusqu'en 1977. Il a également enregistré un single en solo chez Polydor en 1974, une reprise de The Eagles « Best of My Love ».
En 1998, à la suite de divergences musicales les membres de Barclay James Harvest conviennent de prendre un congé sabbatique. John Lees & Wolstenholme forment "Barclay James Harvest Through The Eyes of John Lees", et ce groupe est devenu John Lees 'Barclay James Harvest.
Il travaille aujourd'hui en tant que technicien musical à Crompton House Église d'Angleterre High School, il participe à la production du GCSE et de la musique de quelques étudiants de niveau et à des cours de technologie de la musique; il est souvent impliqué dans des productions musicales.

## John Lees 'Barclay James Harvest
Aussi connu sous le nom de Barclay James Harvest Through The Eyes of John Lees
Origine Saddleworth, Lancashire, Angleterre
Art Rock Genres, rock progressif, rock psychédélique, folk rock
Années actives 1998-présent

## Membres
- John Lees
- Craig Fletcher
- Kevin Whitehead
- Jez Smith

Anciens membres
- Stuart "Woolly" Wolstenholme
- Jeff Leach
- Mike Bramwell

## John Lees'Barclay James Harvest
Ce dérivé de Barclay James Harvest est composé de, John Lees, le bassiste Craig Fletcher, le batteur Kevin Whitehead, et le claviériste Jez Smith. La bande à l'origine comprenait "Woolly" Stuart Wolstenholme sur les claviers avant sa mort en décembre 2010. Le groupe s'est formé en 1999 pour enregistrer l'album "Nexus". Craig Fletcher et Kevin Whitehead étaient du groupe de Wolly Wolstenholmes "Maestoso", John et Wolly étaient membres d'origine de BJH. Le groupe part en tournée au Royaume-Uni et en Europe en 2006 et a enregistré l'album live "Legacy" au Shepherd Bush Empire à Londres. Depuis, le groupe a joué dans des salles au Royaume-Uni, mais plus encore dans le reste de l'Europe où ils rencontrent le succès. Le groupe part en tournée à nouveau au Royaume-Uni en 2009. Ils ont joué au festival de Berlin le jour anniversaire de la chute du mur à la Porte de Brandebourg, en présence de 17500 personnes et plus récemment à Porto, au Portugal, avec une assistance de 5 000 personnes. Le groupe a également joué en Amérique dont Philadelphie. John Lees 'Barclay James Harvest est produit par Esoteric Recordings. Mark Powell, fondateur du label, travaille en tant que manager du groupe. Le groupe a également joué auparavant avec Jeff Leach et Mike Bramwell en tant que musiciens invités.

### Membres
- John Lees - chant, guitares (1998-présent)
- Craig Fletcher - basse (1998-présent)
- Kevin Whitehead - batterie, percussions (1998-présent)
- Jez Smith - claviers (2009-présent)

### Anciens membres
- Stuart "Woolly" Wolstenholme - chant, mellotron, claviers, guitares (1998-2010)
- Jeff Leach - claviers (1998-2006)
- Mike Bramwell - claviers (2006-2009)

### Invités
- John Joseph Lees - cornet
- Liz Fitzpatrick - trompette

### Discographie
- Nexus, 1999
- Revival Live 1999
- Through The Eyes of John Lees, 2000 (Live)
- Legacy, 2007 (Live, CD et DVD)
- North, 2013

## Discographie solo
- A Fantaisie Major - enregistré 1972, publié 1977
- Best of My Love / single solo sorti 1974 (introuvable)

## Vie privée
John Lees vit actuellement à Saddleworth dans la région métropolitaine de Oldham avec sa femme, Olwen, et ils ont deux enfants, Esther Jane (née le 28 juillet 1980) et John Joseph né  le 13 janvier 1986.